# Teruki Tabata
Teruki Tabata (jap. 田畑 輝樹 Tabata Teruki; ur. 16 kwietnia 1979) – japoński trener piłkarski i piłkarz plażowy występujący na pozycji obrońcy. Obecnie jest selekcjonerem reprezentacji Japonii w piłce nożnej plażowej.

## Kariera klubowa
Od 1998 do 1999 roku występował w klubie Albirex Niigata.